# Chamber Music
| Críticas profissionais | Críticas profissionais |
| Avaliações da crítica  | Avaliações da crítica  |
| Fonte                  | Avaliação              |
| ---------------------- | ---------------------- |
| Allmusic               | [ 1 ]                  |

Chamber Music é o segundo álbum de estúdio da banda Coal Chamber, lançado a 7 de Setembro de 1999.

## Faixas
1. "Mist" (Cox, Fafara, Foss-Rose, Rascon) – 0:43
2. "Tragedy" (Cox, Fafara, Foss-Rose, Rascon) – 2:51
3. "El Cu Cuy" (Cox, Fafara, Foss-Rose, Rascon) – 4:22
4. "Untrue" (Cox, Fafara, Foss, Rascon) – 3:26
5. "Tyler's Song" (Cox, Fafara, Foss-Rose, Rascon) – 2:49
6. "What's In Your Mind?" (Cox, Fafara, Foss-Rose, Rascon) – 3:55
7. "Not Living" (Cox, Fafara, Foss-Rose, Rascon) – 3:50
8. "Shock the Monkey" ft. Ozzy Osbourne (Peter Gabriel Cover) – 3:42
9. "Burgundy" (Cox, Fafara, Foss-Rose, Rascon) – 2:11
10. "Entwined" (Cox, Fafara, Foss-Rose, Rascon) – 3:49
11. "Feed My Dreams" (Cox, Fafara, Foss-Rose, Rascon) – 2:55
12. "My Mercy" (Cox, Fafara, Foss-Rose, Rascon) – 4:04
13. "No Home" (Cox, Fafara, Foss, Rascon) – 5:09
14. "Shari Vegas" (Cox, Fafara, Foss-Rose, Rascon) – 3:16
15. "Notion" ft. DJ Lethal (Cox, Fafara, Foss-Rose, Rascon) – 3:27
16. "Anything But You" (Cox, Fafara, Foss-Rose, Rascon) – 4:42
17. "Wishes" (Cox, Fafara, Foss-Rose, Rascon) - 3:07
  - Faixa bónus
18. "Apparition" (Cox, Fafara, Foss-Rose, Rascon) - 2:27